# Allen M. Davey
Allen M. Davey (Bayonne, 15 de maio de 1894 - Hollywood, 5 de março de 1946) foi um diretor de fotografia estadunidense. Ele ganhou um Oscar Honorário por Canção de Amor, o primeiro longa-metragem colorido da MGM. Em 1945, ele trabalhou como diretor de fotografia na cinebiografia sobre Chopin, À Noite Sonhamos.

## Biografia
O cinegrafista veterano Allen M. Davey era o cameraman favorito de Buck Jones na Fox Film na década de 1920 e permaneceria com a empresa - e sua sucessora, a 20th Century Fox - até os anos 1930. Na MGM, Davey ganhou um Oscar Honorário em 1939 pela fotografia em cores de Canção de Amor. Nesse mesmo ano, ele ganhou um crédito de "diretor associado de fotografia" em uma das principais produções em cores do estúdio, o clássico O Mágico de Oz. O filho de Davey mais tarde atuou como diretor de fotografia em programas de televisão como Mulher Biônica e The White Shadow. 

## Filmografia
- 1945: À Noite Sonhamos
- 1944: Modelos (diretor de fotografia)
- 1943: Aquilo, Sim, Era Vida! (diretor de fotografia - como Allen Davey)
- 1942: Spanish Fiesta (curta-metragem)
- 1941: A Ilha dos Amores (diretor de fotografia)
- 1941: Sob o Luar de Miami (diretor de fotografia)
- 1941: Conquistadores (diretor de fotografia)
- 1940: A Deusa da Floresta
- 1939: Hollywood em Desfile
- 1938: Canção de Amor (como Allen Davey, fotografia por: Technicolor)
- 1938: Romance Road (curta-metragem) (como Allen Davey)
- 1937: The Man Without a Country (curta-metragem) (como Allen Davey)
- 1936; The Sunday Round-Up (curta-metragem) (como Allen Davey)
- 1936: Echo Mountain (curta-metragem) (como Allen Davey)
- 1936: Sunkist Stars at Palm Springs (curta-metragem) (como Allen Davey)
- 1930: Fashion News (documentário) (Agosto de 1929-Março de 1930)
- 1930: The Enchanted Forest (curta-metragem)
- 1929: Frontier Romance (curta-metragem) (como Allan Davey)
- 1929; A Princess of Destiny (curta-metragem)
- 1928: The Bullet Mark (como Allan Davey)
- 1927: Nas Malhas do Crime (como Allen Davey)
- 1926: O Cadete (como Allen Davey)
- 1926: Onde Todos Brigam (como Allen Davey)
- 1925: O Terror do Deserto
- 1925: A Man of Nerve
- 1925: O Lobo dos Montes (como Allan Davey)
- 1925: Corações e Esporas
- 1925: Gold and the Girl (como Allan Davey)
- 1924: The Last Man on Earth (como Allan Davey)
- 1923: The Eagle's Feather
- 1923: Sawdust (como Allan Davey)
- 1923: Railroaded (como Allen Davey)
- 1923: Bavu
- 1923: Fools and Riches (como Allen Davey)
- 1922: The Girl Who Ran Wild
- 1922: South of Suva (como Allen Davey)
- 1922: The Heart Specialist (como Allen Davey)
- 1922: Tillie (como Allen Davey)
- 1921: The Shadow (como Allen Davey)
- 1920: The Kentucky Colonel (como Allan Davey)
- 1919: The Blue Bonnet
- 1919: The Weaker Vessel
- 1917: The Squaw Man's Son
- 1917: Heir of the Ages
- 1917: The Lonesome Chap
- 1917: The Prison Without Walls
- 1917: Each to His Kind
- 1917: The Golden Fetter
- 1916: The Soul of Kura San

## Prêmios e indicações
| Ano  | Prêmio                     | Indicação           | Resultado |
| ---- | -------------------------- | ------------------- | --------- |
| 1946 | Oscar de melhor fotografia | À Noite Sonhamos    | Indicado  |
| 1945 | Oscar de melhor fotografia | Modelos             | Indicado  |
| 1944 | Oscar de melhor fotografia | Aquilo Sim era Vida | Indicado  |
| 1941 | Oscar de melhor fotografia | Divino Tormento     | Indicado  |
| 1939 | Oscar Honorário            | Canção de Amor      | Venceu    |